# 内藤正久
内藤 正久（ないとう まさひさ、1938年（昭和13年）2月20日 - ）は、日本の通産官僚。元通商産業省産業政策局長。

## 人物
産業政策局長在任中の1993年、細川内閣が誕生するも、棚橋祐治次官時代から引き続いて情報・通信など次世代産業振興の目玉として「新社会資本整備」の新ビジョンを打ち出す。熊野英昭事務次官の下、消費税増税案の斎藤次郎大蔵次官ら大蔵省と共に、減税をセットとした協調案で共闘することとなる。このように当時の通産省は、大蔵省に属する財政、経企庁の経済計画の総合調整的立場をセットにしたマクロ政策視点からの行動が目立っていた。産業政策の担保として個別の業界間や業界政界間、官民間との「もちつ、もたれつ」の濃密な人的信頼関係と共に、通産省の役割としては本来的に産業構造論にあることから、1970年代の産業構造ビジョンで示した重化学工業化や知識集約化といった一律の産業政策はもはや時代にそぐわないとしても、産業区分を大きく分けた上で各各についてどういう制度基盤整備が可能かがその政策定立の背景にあった。
また産業政策局長在任中に、熊谷弘通産大臣、熊野英昭次官の下、大臣官房長時代の棚橋泰文退官時に対する箔付け人事問題に端を発した省内混乱の責任として次官昇格前に退官へ追い込まれることとなり、省内外を巻き込む騒動としてマスメディアなどで大きくとりあげられることとなる（「通産省4人組事件」）。さらに中央省庁再編論議のなか（または後の内閣人事局の結実に見られる）、国家行政組織法10条等に見られる大臣の省内人事に対する任命権、つまり政治の介入と、政権与党だけに従属することを意味しないという意味で官界で長く捉えられてきた憲法15条の「全体の奉仕者」を論拠とした行政の中立性・公平性とのあり方もクローズアップされる端緒ともなった。

## 略歴
- 香川県立善通寺第一高等学校卒業。
- 1961年（昭和36年）3月：東京大学法学部第2類（公法コース）卒業。
- 1961年（昭和36年）4月：通商産業省入省。企業局企業第一課（現：経産局経済産業政策課）属。
- 1963年12月　通商局輸出保険課
- 1965年10月　大臣官房企画室
- 1966年4月　大臣官房調査課
- 1967年8月　大臣官房総務課法令審査委員補佐[2]
- 1968年7月　鉱山石炭局鉱業課課長補佐
- 1970年7月　化学工業局住宅産業室課長補佐
- 1972年6月　重工業局電子政策課課長補佐
- 1974年4月　資源エネルギー庁総務課課長補佐
- 1975年（昭和50年）2月:日本貿易振興機構NYセンター産業調査員。
- 1979年（昭和54年）9月:通商産業省通商政策局米州大洋州課長。
- 通商産業省基礎産業局基礎化学課長
- 1983年9月　通商産業省産業政策局産業資金課長
- 通商産業省機械情報産業局総務課長
- 通商産業大臣官房総務課長
- 資源エネルギー庁石油部長。
- 1988年（昭和63年）6月：通商産業大臣官房総務審議官。
- 1989年（平成元年）6月：通商産業省貿易局長。
- 1990年（平成2年）6月：通商産業省基礎産業局長。
- 1991年（平成3年）6月：通商産業大臣官房長。
- 1993年（平成5年）6月：通商産業省産業政策局長

在任中、棚橋祐治次官時代から引き続いて情報・通信など次世代産業振興の目玉として「新社会資本整備」の新ビジョンを打ち出す（日米構造協議#公共事業の拡大参照）。のちに事務次官への最有力候補であったが熊谷弘通産大臣、熊野英昭事務次官の下、事務次官昇格前に辞表を提出、退官へ
- 1994年（平成6年）9月：三和銀行常勤顧問。
- 1997年（平成9年）1月：伊藤忠商事株式会社顧問。
- 1997年（平成9年）7月：伊藤忠商事株式会社代表取締役専務。
- 1998年（平成10年）4月：伊藤忠商事株式会社代表取締役副社長。
- 2000年（平成12年）4月：伊藤忠商事株式会社取締役副会長。
- 2001年（平成13年）6月：明治製菓株式会社取締役。
- 2003年（平成15年）6月：横河電機株式会社取締役。
- 2003年（平成15年）6月：財団法人日本エネルギー経済研究所理事長。
- 2006年（平成18年）6月：エスペック株式会社取締役。
- 2006年（平成18年）6月：日本工営株式会社取締役。

- 財団法人社会経済生産性本部理事。
- 財団法人エネルギー総合工学研究所理事。
- 財団法人中東協力センター理事。
- 財団法人エルピーガス振興センター理事。
- 財団法人環日本海経済研究所評議員。
- 社団法人日本動力協会理事。
- 特定非営利活動法人日本気候政策センター理事。
- ベトナム経済研究所理事。
- エネルギー・資源学会理事。
- 日本戦略研究フォーラム理事。
- 日本国際フォーラム参与[3]、政策委員[4]。

## 同期入省
佐藤剛男、植松敏、南学政明（東京工業品取引所理事長）、小林惇（経済企画事務次官、経済企画審議官）、角南立（日本インドネシア石油協力社長）、戸倉修（日本貿易振興機構サンフランシスコ所長、中央大学経済学部卒業）など。